# 음력 7월 18일
음력 7월 18일은 음력 7월의 18번째 날이다.

## 사건
- 660년 - 백제가 신라와 당나라의 연합공격을 받고 멸망하다.

## 문화
- 1985년 - 상봉시외버스터미널 개업.

## 탄생
- 1827년 - 조선 제24대 국왕 조선 헌종.

## 같이 보기
- 음력 360일: 1월 2월 3월 4월 5월 6월 7월 8월 9월 10월 11월 12월
- 전날:7월 17일 다음날:7월 19일 - 전달:6월 18일 다음달:8월 18일
- 양력:7월 18일
- 음력, 윤달